# Bassia arabica
Bassia arabica är en amarantväxtart som först beskrevs av Pierre Edmond Boissier, och fick sitt nu gällande namn av René Charles Maire och Marc Weiller. Bassia arabica ingår i släktet kvastmållor, och familjen amarantväxter. Inga underarter finns listade i Catalogue of Life.